# Marcus Wieland
Marcus Wieland (* 29. August 1974) ist ein deutscher Fußballspieler.
Marcus Wieland spielte bis 1998 für den FSV Zwickau, für den er in der Saison 1995/96 bis 1997/98 20 Zweitligaspiele bestritt und ein Tor schoss. Nach einem Kreuzbandriss spielte er unter anderem beim VfB Chemnitz. Von 2001 bis 2008 war er beim VfB Auerbach aktiv, mit dem ihm in der Saison 2002/2003 der Aufstieg in die Fußball-Oberliga Nordost gelang.
Seit der Saison 2008/2009 war Marcus Wieland wieder in seiner Heimatstadt bei SV Motor Süd Zwickau aktiv. Zum Ende der Saison 2010/11 beendete er seine Fußballkarriere.